# Heliconia fugax
Heliconia fugax är en enhjärtbladig växtart som beskrevs av Bengt Lennart Andersson. Heliconia fugax ingår i släktet Heliconia och familjen Heliconiaceae. Inga underarter finns listade.